# (552555) 2010 ER65
(552555) 2010 ER65 – planetoida należąca do obiektów transneptunowych. Występuje w dysku rozproszonym. Planetoida nie ma nadanej nazwy, a jedynie oznaczenie tymczasowe i stały numer.

## Odkrycie
Obiekt 2010 ER65 został odkryty 10 marca 2010 roku przez Dawida Rabinowitza i Suzanne Tourtellotte z Obserwatorium La Silla.

## Orbita
Orbita planetoidy (552555) 2010 ER65 nachylona jest pod kątem 21,3° do ekliptyki, a jej mimośród wynosi 0,59. Ciało to krąży wokół Słońca w średniej odległości 96,7 j.a. Peryhelium orbity znajduje się 40,0 j.a., a aphelium 153,4 j.a. od Słońca. Na jeden obieg Słońca asteroida ta potrzebuje ok. 951 lat.

## Właściwości fizyczne
Jest to ciało o średnicy szacowanej na około 341 km. Absolutna wielkość gwiazdowa (552555) 2010 ER65 to 5,22m.